# Luigi Stefanini
Luigi Stefanini (ur. 3 listopada 1891 w Treviso, zm. 16 stycznia 1956 w Padwie) – włoski filozof i pedagog, przedstawiciel filozofii personalistycznej.
W latach 1937-1940 nauczał pedagogiki w Mesynie, a od 1940 historii filozofii w Padwie. 
W swoich pracach badania historyczne łączył z problemami teoretycznymi. Jego pierwszą znaczącą pracą był esej o filozofii Maurice Blondela – L'azione, saggio sulla filosofia di M. Blondel (Padwa, 1913). W latach 1932–1935 i 1948 napisał w Padwie dwutomową, obszerną pracę na temat Platona. W 1938 stworzył pracę krytycznie oceniającą egzystencjalizm Il momento dell'educazione: giudizio critico sull'esistenzialismo (drugie wydanie wyszło w 1948 pod tytułem Il dramma filosofico della Germania). Kolejne jego dzieła to: L'esistenzialismo di Heidegger (1942), La Chiesa cattolica (Mediolan, 1944 i drugie wydanie w Brescii w 1951) oraz Esistenzialismo ateo ed esistenzialismo teistico (Padwa, 1952).
Spekulatywne aspekty spirytyzmu Stefaniniego ujawniają się w jego dziele Idealismo cristiano (Padwa, 1930). Kilka z jego prac poświęconych jest problemowi estetyki jako czystej wrażliwości: Problemi attuali dell'arte (1939), Arte e critica (Mediolan, 1942), Metafisica dell'arte (Padwa, 1948), Metafisica della forma (1949), Estetica (Rzym, 1953), Trattato di estetica (Brescia, 1955, niedokończone). W 1956 za łożył i został kierownikiem czasopisma wydawanego w Padwie – Rivista di estetica.
21 czerwca 1996 powstała w Treviso Fundacja Luigiego Stefaniniego. Inicjatorami jej powołania byli synowie filozofa – Lucia i Paolo, oraz trzej filozofowie: Giacomo Bernardi, Gian Paolo Cellini i Renato Pagotto.